# Mimosa wherryana
Mimosa wherryana är en ärtväxtart som först beskrevs av Nathaniel Lord Britton och Joseph Nelson Rose, och fick sitt nu gällande namn av Paul Carpenter Standley. Mimosa wherryana ingår i släktet mimosor, och familjen ärtväxter. IUCN kategoriserar arten globalt som livskraftig. Inga underarter finns listade i Catalogue of Life.